# Marco Tamburini
Marco Tamburini (Cesena, 30 maggio 1959 – Bologna, 29 maggio 2015) è stato un trombettista e compositore italiano.

## Biografia
Marco Tamburini nasce a Cesena in Provincia di Forlì-Cesena nella Regione Emilia-Romagna, il 30 maggio 1959. Inizia lo studio della tromba presso l'Istituto Musicale Arcangelo Corelli a Cesena, studia con il maestro professore Elio Comandini, per poi diplomarsi nel 1979 presso il Conservatorio Giovanni Battista Martini di Bologna. Il suo esordio musicale e concertistico avviene negli anni Ottanta sia sulla scena jazzistica italiana sia su quella internazionale.
Nel corso della sua carriera ha condiviso il palco con alcuni dei più noti jazzisti italiani, tra i quali Guido Manusardi, Gianni Basso, Franco Ambrosetti, Giulio Capiozzo, Pietro Tonolo, Giovanni Tommaso, Paolo Fresu, Enrico Rava, Gianluigi Trovesi, Dado Moroni, Giorgio Gaslini, Danilo Rea e Stefano Bollani.
Numerose sono state anche le collaborazioni, dal vivo o in studio, con celebri musicisti americani, come Eddie Henderson, Sal Nistico, Steve Coleman, Ray Mantilla, Joe Lovano, Steve Lacy, Louis Heyes, Ben Sidran, Curtis Fuller, Slide Hampton, Paul Jeffrey, Gary Bartz, George Cables, Ray Drummond, Billy Hart, Cameron Brown e Jimmy Cobb. Inoltre ha collaborato stabilmente con il chitarrista francese Christian Escoudé. Ha inciso dischi con molte etichette tra le quali Splas(h), Caligola, la casa discografica Ermitage.
Ha collaborato a varie incisioni come leader nei brani: Thinking of You,Trip of Emotion, con il trombettista Slide Hampton, Feather Touch, Amigavel in duo con il pianista Marcello Tonolo & The Trumpet in the XX Century e un cd audio di musica Classica con brani per tromba e pianoforte, accompagnato da Stefano Bollani.
Ha partecipato, a capo dei propri gruppi o come sideman, a tutti i più importanti festival jazz internazionali, tra i quali Umbria Jazz, Siena Jazz, Roma Jazz Festival, Eurovision Song Contest di Ivrea, Dubai Jazz Festival, Jazz Wochen di Basilea, North Carolina International Jazz Festival e Wiesen Jazz Festival.
Si è esibito in tutta Italia e nel mondo in club e teatri prestigiosi, come il Blue Note di Milano, il Birdland di New York, il Sunset Club di Parigi e il Teatro Megaro di Atene.
"Marco Tamburini pur nella sua breve vita, è  stato un notevole musicista, ha avuto una sensibilità  trombettista notevole e di una tecnica invidiabile.
C'è solo il rammarico che la sua città di Cesena, non l'abbia considerato e annoverato a dovere, eccetto le persone che l'hanno apprezzato e che hanno riconosciuto le sue notevoli doti di musicista, e le sue qualità tecniche" 
Parallelamente all'intensa attività in ambito jazzistico, ha collaborato anche come turnista per molti cantanti pop, tra cui Raf, Vinicio Capossela, Enzo Jannacci, Marco Masini, Irene Grandi, Biagio Antonacci, Andrea Mingardi, i Ladri di Biciclette, gli Stadio, Laura Pausini, Tiziano Ferro, Renato Zero, Marco Mengoni, Luca Carboni e Jovanotti. In particolare, con quest'ultimo ha collaborato per la realizzazione di molti brani di successo tra il 1997 e il 2015, suonando la tromba e curando l'arrangiamento degli strumenti a fiato. Con la sua sezione fiati ha accompagnato George Michael e Grace Jones nelle edizioni 2000 e 2004 del Pavarotti International. Nel 2010 ha realizzato, sempre insieme a Jovanotti la nuova colonna sonora per il film "Sangue e Arena" con Rodolfo Valentino edito dalla casa discografica Ermitage per il Gruppo L'Espresso. Era anche tra la sezione fiati di alcuni brani di successo dello Zecchino d'Oro: "Il coccodrillo come fa?", "Un mondo nuovo", "Lo stelliere" e "Ti faccio la foto".
Marco è stato ideatore e direttore del progetto che iniziò a Bologna nel 1999: "Reunion". L’intento di Marco Tamburini era quello di riunire alcuni tra i migliori musicisti Jazz presi tra l’Emilia-Romagna e la Toscana. Molti i nomi conosciuti tra i quali Piero Odorici, Fabrizio Bosso, Dario Cecchini e Roberto Rossi che hanno collaborato con Marco agli arrangiamenti dei brani e all'organizzazione dei concerti, Luca Marianini, Nico Gori, Marco Pellacani, Nico Menci, Stefano Paolini, Fabio Petretti, Paolo Ghetti e molti altri. ll progetto prese vita nell'autunno del 1999 al Chet/z Baker Jazz Club di Bologna dove la Big Band si esibì due volte al mese per l’intera stagione.
Fu l’occasione per costruire un gruppo con lo scopo comune di riproporre grandi brani standards della tradizione swing e contemporaneamente dare spazio ad arrangiamenti di pezzi originali dei componenti della Big Band. L'impostazione del gruppo va dalla tradizione della Big Band da Count Basie a Slide Hampton e si completa con una panoramica sonora attraverso i suggestivi brani di Marco Tamburini, che rivolge il suo sguardo a 360 gradi nella musica: dalla classica, al jazz afroamericano, al jazz europeo.
La Reunion si esibì anche in alcuni Festival e Jazz Club della regione e dopo una lunga pausa tornò sul palco nell'estate del 2012 al Narni Black Festival, accompagnando Dee Dee Bridge Water.
È stato, inoltre, fondatore del dipartimento di musica jazz presso il Conservatorio di Rovigo, consolidando negli anni una certa fama come didatta.
Nel 2010 si esibisce con Barbara Cola in uno spettacolo sui musical, nel 2012 è ospite nell'album di Daniela Pedali, Pop in jazz, nel 2013 suona nel tour di Jovanotti, Lorenzo negli stadi - Backup Tour 2013, e nel 2014 partecipa al Logico Tour di Cesare Cremonini.
Tra le sue ultime esibizioni in vita si ricordano quelle del 2 e 3 maggio 2015 a Treviso nel corso dei concerti del Treviso Suona Jazz Festival.
Il 29 maggio 2015 muore a Bologna, il giorno prima del suo 56º compleanno a causa di un incidente motociclistico.
Il 19 settembre 2015, in occasione del Bologna Jazz Festival, gli viene dedicata una Stella nella Strada del jazz.
Il 19 marzo 2016, in applicazione della mozione approvata all'unanimità (15 settembre 2015) dal Consiglio Comunale di Rovigo per intitolargli l'Auditorium del Conservatorio, è stata posta la targa commemorativa realizzata da Francesca Tamburini, figlia del Maestro.
Il 22 gennaio 2017, è stato organizzato un concerto commemorativo presso il Teatro Alessandro Bonci di Cesena, coinvolgendo i membri della Reunion Big Band fondata dallo stesso Marco Tamburini.
Il 10 maggio 2019 al Conservatorio di Rovigo viene intitolato l'Auditorium "Marco Tamburini" in suo onore.
(1) Testo scritto dal giornalista pubblicista cesenate Alessandro Poletti. Il lunedi 21 settembre 2020.
Cesena 2020.

## Discografia
- Isole (EmArcy Records, 2007) - 06025 173 321-3 3
- Frenico (Caligola, 2006) - 2072
- Two Days In New York (Caligola Records, 2004) -
- Feather Touch (Splas(H) Records, 2001) - CDH749.2
- The Trumpet in the XX Century (Fabula Classica, 2001) - FAB 29906-2
- Trip of Emotion (Nel Jazz, 1996) - NLJ 0961-2
- Thinking of You (Pentaflowers, 1991) - CDPIA 021
- Jazz Contest (Dire, 1988) - FO 385